# Billy Bay
William „Billy“ Bay (* 25. April 1945 in Pacific, Missouri) ist ein US-amerikanischer Jazz-Gitarrist, Autor und Verleger. Er ist Präsident der Mel Bay Publications Inc, die von seinem Vater 1947 gegründet wurde.

## Biographie
Bay begann im Alter von sieben Jahren mit dem Trompetenspiel und gründete im Jugendalter eine Big Band, in der auch David Sanborn spielte. Bay studierte am College Gitarre und stieg nach seinem Master Degree in die Firma seines Vaters ein, die zu diesem Zeitpunkt lediglich 25 Lehrbücher für Gitarre veröffentlicht hatte. Dort veröffentlichte er dann über 2000 Publikationen namhafter Autoren und Gitarristen, darunter auch Lehrvideos mit Johnny Smith und Barney Kessel.

## Bücher als Autor (Auswahl)
- Building right hand technique (1982)
- Complete book of guitar chords, scales and arpeggios (Mel Bay Publications)
- Mel Bay's Guitar Hymnal (1999)
- Left-Hand Guitar Chord Book (2002)